# Alanis Morissette: Live in the Navajo Nation
Live in the Navajo Nation — музыкальный DVD Аланис Мориссетт, выпущенный в 2002 году. Часть международного цикла телевизионных передач и интернет-приключений «Музыка в возвышенных местах», в которых известные звезды путешествуют по древним местам. Путешествие Аланиса Мориссетт к племени Навахо было показано по телевидению на канале DIRECTV 6 октября 2000 года и лишь позже был выпущен DVD. Съёмки производились в районе резервации Навахо, недалеко от национального памятника Аризоны Каньона Де Шейи.

## Список композиций
1. Opening
2. «Baba»; White House Ruin
3. Painted Cave
4. «That I Would Be Good»
5. «No Pressure Over Cappuccino»
6. Mystery Valley and Monument Valley
7. «UR»
8. Heart of the Land; «Heart of the House»
9. Slot Canyon
10. «Your House»
11. «I Was Hoping»
12. Mystery Valley; Drum Circle
13. «Uninvited»
14. «Ironic»
15. End Credits

## Состав группы
- Alanis Morissette: вокал, губная гармоника, флейта
- Joel Shearer: гитара
- Gary Novak: барабаны
- Nick Lashley: гитара